# Dièse
♯ (le dièse) ne doit pas être confondu avec # (le croisillon). Pour « mot-dièse », voir Hashtag.

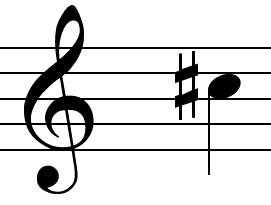
Un do dièse

Un dièse est graphiquement symbolisé par le signe , en musique et solfège, dans lesquels il appartient à la famille dite des altérations, où sa fonction est d'indiquer sur une partition que la hauteur naturelle de la note (de musique) associée à ce dièse doit être élevée d'un demi-ton chromatique. Il est souvent confondu avec le croisillon « # ».
La note affectée d'un dièse est dite « diésée ». Une note peut être diésée pour toutes sortes de raisons : modulation, transposition, note de passage, ornementation, utilisation de l'échelle chromatique.

## Étymologie et histoire
Le français dièse est un substantif masculin,,,,, prononcé [djεz]  en français standard,. Il est attesté au XVIe siècle : sa plus ancienne occurrence connue figure chez Richard Le Blanc, dans sa traduction du De subtilitate de Jérôme Cardan, parue en 1556. C'est un emprunt, au latin diesis,,,, substantif féminin qui a d'abord désigné, en latin impérial, le « quart de ton » dans l'ancienne musique, puis, en latin tardif, le « demi-ton » dans le système de Pythagore,. Le latin diesis est lui-même un emprunt au grec δίεσις (díesis),,, (« action de séparer » et, en musique, « intervalle »),.
Dans le système musical grec antique, le terme dièse, plus couramment employé sous sa forme ancienne (diésis), désigne le plus petit intervalle utilisé.
Au Moyen Âge, à l'époque du Roman de Fauvel, apparaît le signe du dièse, dont la forme provient du bécarre.

## Effet

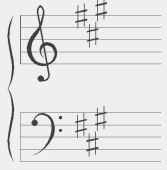
Dièse constitutif.

Le dièse a toujours pour effet de hausser la note d'un demi-ton chromatique. Il peut être constitutif (c'est-à-dire placé à l'armure en début de portée, à la droite de la clef), ou bien accidentel (c'est-à-dire placé de manière ponctuelle, à divers endroits d'une portée musicale, à la gauche de la note qu'il affecte).

### Dièse constitutif (ou dièse «à la clé»)
Les dièses constitutifs, communément appelés « dièses à la clé », sont habituellement rappelés au début de chaque système, et à chaque changement de clé (lorsque, par exemple, on passe, sur la même portée, de la clé de sol à la clé de fa). Ils constituent l’armure du morceau ou de la section. Leur effet est permanent pour toute la durée de la portée, sauf si l'armure est modifiée. Ces dièses altèrent toutes les notes de même nom quelle qu'en soit l'octave, sauf si entre-temps intervient une autre altération (accidentelle) modifiant temporairement (pour la durée de la mesure en cours) la hauteur de la note en question, ou, bien sûr, si l'armure est modifiée. L'ordre des dièses (selon le cycle des quintes montantes) est immuable : fa, do, sol, ré, la, mi, si. De sorte que s'il n'y a qu'un dièse à la clé, c'est toujours le fa qui est altéré ; s'il y en a deux ce sont toujours le fa et le do ; trois dièses à la clé affectent toujours fa, do et sol, et ainsi de suite.

### Dièse accidentel
L'effet d'une altération accidentelle, quelle qu'elle soit, est temporaire. Elle altère toutes les notes de même nom et de même hauteur se trouvant après elle, et ce jusqu'à la prochaine barre de mesure, sauf si entre-temps apparaît une autre altération modifiant la hauteur de cette même note.

## Autres dièses
Il existe aussi :
- le double-dièse (), qui monte la note de deux demi-tons chromatiques (pour les instruments à tempérament égal cela revient à monter d'un ton), utilisé dans certains accords et certaines tonalités ; par exemple en ré  mineur, les notes de la gamme mineure harmonique sont : « ré , mi , fa , sol , la , si, do  ».

- le semi-dièse, qui monte la note d'un quart de ton. Il peut être représenté par le symbole dièse avec une seule barre verticale.

- le sesqui-dièse, qui monte la note de trois quarts de ton. Il peut être représenté par le symbole dièse avec trois barres verticales.

## Représentation du dièse en informatique
D'un point de vue informatique, le caractère dièse musical a été introduit dans Unicode version 1.1 de juin 1993, qui n'a été popularisé que plus tard, contrairement au caractère # qui a été standardisé plus tôt dans les codages de caractères.

### Unicode
Le dièse musical (♯) est un caractère différent du croisillon (« # ») ASCII. Les polices de caractère modernes les représentent aussi différemment: Ce dernier a les deux barres transversales horizontales, et ses barres « verticales » légèrement obliques ascendantes, alors que les barres verticales du dièse sont bien verticales mais ses « horizontales » sont, elles, légèrement ascendantes. Unicode distingue les deux caractères : le code du dièse musical est U+266F, tandis que le code du croisillon est U+0023. On utilise cependant souvent le croisillon (#) pour représenter le dièse (♯), par facilité, car le croisillon est disponible sur le clavier.
| Nom Unicode | Glyphe (Œil) | Valeur                               |
| --- | ------------ | ------------------------------------ |
| en musique, dièse. | ♯            | 9839 (décimal), U+266F (hexadécimal) |
| croisillon (chemin de fer, dièse, carré, octothorpe, ducat). En typographie américaine indique un numéro, et par extension s'utilise en mathématiques pour la cardinalité d’un sac, et en programmation informatique pour la taille d’un ensemble en notation Z). | #            | 35 (décimal), U+0023 (hexadécimal)   |

### LaTeX
LaTeX permet de tracer le symbole du dièse facilement. La syntaxe est $\sharp$ et le résultat est {\displaystyle \sharp } .

### Linux
Linux aussi permet de taper les dièses (♯) très facilement [réf. souhaitée] (voir ici pour cela). Si l'on a défini une touche Compose, il suffit de taper Compose # #.
Compose # b donnera un bémol (♭) et Compose # f un bécarre (♮).